# Lancok (Syamtalira Bayu)
Lancok is een bestuurslaag in het regentschap Aceh Utara van de provincie Atjeh, Indonesië. Lancok telt 1206 inwoners (volkstelling 2010).